# Pagoda Švezigon
Pagoda Švezigon ali Švezigon Paja (ရွှေ စည်း ခုံ ဘုရား) je budistični tempelj v Njaung-Uju, mestu v bližini Bagana v Mjanmarju. To je prototip burmanske stupe, sestavljen iz okrogle pozlačene stupe, obkrožene z manjšimi templji in svetišči. Gradnja pagode Švezigon se je začela med vladanjem kralja Anavrahte in je bila končana leta 1102, ko je vladal kralj Kjansitha iz dinastije Pagan. Verjamejo, da so v pagodi relikvije kosti in Budov zob.  V pagodi je kamnit steber, ki vsebuje napise v monščini, posvečene kralju Kjansitha. 

## Opis
Učenjaki menijo, da ime Švezigon izhaja iz besede »zejabon« v pesmi o Devetih čudesih Švezigon, ki jo je napisal Inwa Mingyi. V skladu s 16. vrstico napisa na zvonu, ki ga je daroval kralj Bajint Naung, se pagoda Švezigon omenja kot »Zejabon«.
Pagodo je začel graditi kralj Anavrahta. V sakaritskem letu 452 (tj. v letu 1090) jo je njegov sin kralj Kjanzitha obdal s kamnito oblogo, klesano v kamnolomih Tu Jin Taung. Študija strukture pagode bo pokazala, da je od baze v zgornjem delu zvonaste kupole, ki jo krasijo motivi navzdol in navzgor obrnjenih lotosovih cvetnih listov, celo telo zgrajeno iz kamnitih zidakov. Pravijo, da je iz Nan Dži Kona, kjer je bilo urejeno kraljevsko prebivališče, kralj Kjanzitha nadziral prevoz kamnitih opek iz kamnolomov Tu Jin Taung na gradbišče.
Nan Dži Kon je ena od znanih zgodovinskih znamenitosti v Baganu, južno od pagode Švezigon.
V arhitekturi je pagoda prototip Mjanmar Zedi. Več plošč krasi njene terase. So postekljene kamnite plošče, na katerih so upodobljeni prizori iz 550 jatak (zgodbe o Budovem rojstvu). Barva glazure je večinoma zelena.
Devet čudes pagode:
1. hti (dežnik) na vrhu nima železnih opornikov,
2. sence zidov zaprtega prostora ne spreminjajo položaja,
3. papir, na katerem so zlati lističi, ki pade z višine pagode po pozlati, nikoli ne pristane zunaj okoliša,
4. okoliš lahko sprejme poljubno število obiskovalcev in romarjev,
5. pagodi se vedno zgodaj zjutraj daruje oparjen riž,
6. zvok velikega bobna na eni strani pagode se ne sliši na drugi strani,
7. pagoda daje iluzijo, kot da bi bila na grebenu,
8. kljub obsežnim padavinam deževnica ne ostane v notranjosti,
9. drevesa khajej in čajar v okolišu cvetijo vse leto.

Na vseh štirih straneh pagode, nasproti stopnišč, so štiri hiše za podobe Bude, imenovane »kjej gu taik«. V vzhodni hiši je kip Konagamane Bude, v zahodni je kip Gautame Bude, v severni je kip Kakusande Bude in v južni hiši kip Kasape Bude. Kipi Bude, visoki 4 m, so iz bronaste zlitine in močno pozlačeni. So zadnje ohranjene podobe iz davnine. Podoba z levo roke kaže vitarka mudrā (mudra razprave), medtem ko je desna dlan obrnjena navzven, prsti naravnost navzgor, to je gesta abhaja mudrā (gesta neustrašnosti). Na obeh straneh vzhodnega hodnika je popisana kamnita plošča z življenjepisom kralja Kjansithe in političnimi, gospodarskimi in kulturnimi razmerami časa. Napis je sestavljen v starem monskem jeziku.
Prvotno je bila notranja stena komore zgrajena iz lesenih stebrov in drogov. V notranjih stenah so bili štirje obokani vhodi, v štirih glavnih smereh. Dve zedis na vsakem vhodu, veliki železni obroči, pritrjeni na njih, in kamniti prečniki na vhodih so ohranjeni do danes. Na obeh straneh notranjih sten, naslonjena na vhodnih zedis, sta dve  figuri dvarapala, vsaka na eni strani, ki sta straža božanstva. Na obeh straneh obokanega vhoda v zunanji steni komore sta par figur dvarapala dev in par figur levov, vsak izklesan iz monolita. Na obeh straneh južnega obokanega vhoda so kamnite figure desetih rok dev Naja in leva.
Izvirno so bile na vsakem vogalu svetišča štiri Panet Gus. Zdaj sta ostali samo dve, ena na severovzhodnem in druga na severozahodnem vogalu. Panet Gus so opečne fiale.
V muzeju pagode je na ogled veliko leseno vratno krilo. To je eno od prvotnih osmih lesenih vratnih kril iz vhodov v notranjo leseno steno komore. Staro je več kot devet stoletij. Na njem so rezbarije glasbenikov, plesalcev, cvetlični vzorci in drugi umetniško dovršeni vzorci. Drugo umetniško delo iz baganskega obdobja je lesen kip Bodau Thadža (Saka deva) v svetišču 37 natov, duhov v jugovzhodnem kotu.
Na straneh vzhodnega vhoda so: bronast zvon, posvečen U Mjat Bavu, guvernerju Bagana, velik bronast zvon iz okoli 2000 vis in manjši bronast zvon, ulit v sakarit v letu 919 (tj.  1557). Napis na zvonu iz 1557 nam pove, da je kralj Bajint Njuanga iz kraljestva Hamthavadi dal uliti in posvetiti pagodo Švezigon in da je on daroval pozlato pagode  od spodaj do vrha.

## Galerija
- Švezigon v 1855
- Švezigon v 1976
- Švezigon Buda
- Budistični menihi pri pagodi Švezigon v 1999
- Nat